# Courtney Stodden
Courtney Alexis Stodden, född 29 augusti 1994 i Tacoma, Washington, är en amerikansk tv-personlighet.

## Biografi
Stodden föddes i Tacoma i delstaten Washington men växte upp i staden Duncanville i Texas. Hen tävlade år 2010 i skönhetstävlingen Miss Teen Washington USA. År 2011 gifte hen sig med den då 50-åriga skådespelaren Doug Hutchison. I juli 2012 blev Stodden och Hutchinson intervjuade om sin relation i talkshowen Father Albert på FOX, de blev också intervjuade av ABC-showen Good Morning America. Paret deltog i dokusåpan Couples Therapy som sändes på VH1 i oktober 2012. Hen deltog i den brittiska Celebrity Big Brother-serien, en kändisversion av Big Brother under dess tolfte säsong i augusti 2013. Hen blev utröstad dag 21, två dagar innan finalen. Den 1 november 2013 meddelade Courtney Stodden och Dough Hutchinson att de efter två och ett halvt års äktenskap skulle skiljas.
I mars 2014 medverkade Courtney Stodden i rapparen 50 Cents musikvideo för låten "Don't Worry Bout It". I augusti samma år medverkade Stodden i ett avsnitt av dokusåpan Hollywood hillbillies på Reelz. Den 14 mars 2015 släppte Vivid Entertainment en pornografisk video som Stodden själv gjort, hen avslöjade samma dag att hen skulle donera allt hen fick betalt för filmen till välgörenhet.

## Diskografi

### Singlar
- "Car Candy" (2010)[12][13]
- "Don't Put It On Me Girl" (2010)[12]
- "Reality" (2012)[12]